# Hanauma Bay
Hanauma Bay – zatoka znajdująca się na południowo-wschodnim wybrzeżu wyspy Oʻahu. Po hawajsku Hanauma oznacza "krzywą zatokę".
Zatoka Hanauma jest częścią dawnego, niewielkiego krateru wulkanicznego, częściowo zniszczonego przez erozyjną działalność morza, którego kaldera została następnie zalana wodą. Jest obecnie chroniona jako Hanauma Bay Nature Preserve. Jest jedną z najchętniej odwiedzanych przez turystów atrakcji turystycznych na Oʻahu. Rocznie odwiedza ją ponad 3 miliony turystów.